# Manuel Tallafé
Pour les articles homonymes, voir Tallafé.
Manuel Tallafé, né le 5 juillet 1963 à Cadix (Espagne), est un acteur espagnol.

## Biographie
Artiste polyvalent, Manuel Tallafé est également comique, chanteur (il a remporté le prix ImaginaRock avec son premier album) et collaborateur dans des émissions de télévision et de radio.    
Il a écrit, réalisé et produit Jaén Cazorla Experience, un court-métrage avec lequel il a remporté le prix R.T.V.A. du meilleur projet audiovisuel. En tant qu'acteur, il a participé à plus de 35 films, dont Les Sorcières de Zugarramurdi, Balada triste (Balada triste de trompeta) et Les Managers, ainsi qu'à plus d'une trentaine de séries télévisées, notamment Plutón BRB Nero, Caméra Café, Hermanos y detectives, Servir y proteger, Víctor Ros (es), Brigada costa del Sol. Il est Pepe, ancien militaire et tenancier du bar, dans la série Entrevías, un succès international sur Netflix, et est Enrique dans 30 Coins (30 Monedas) sur HBO.    
Il a participé à onze films du réalisateur de Bilbao Álex de la Iglesia.    
Au théâtre, il a joué et coproduit Dos Hombres, sin destino, écrit et mis en scène par Pepón Montero et Juan Maidagan, et a joué dans Éxito, une comédie de Tirso Calero au Théâtre Marquina de Madrid.

## Filmographie partielle

### Au cinéma
- 1995 : Le Jour de la bête (El día de la bestia) : Comte Orloff
- 1997 : Airbag : tueur à gages de Pazos
- 1999 : Mort de rire
- 2002 : 800 Balles (800 balas) : Manuel
- 2004 : Le Crime farpait (Crimen ferpecto) : vendeur raté
- 2006 : Capitaine Alatriste (Alatriste) : soldat
- 2010 : Balada triste (Balada triste de trompeta) : Ramiro
- 2011 : Un jour de chance : Claudio
- 2012 : Carpe Diem (todos a pillar) (court métrage, aussi scénariste et réalisateur)
- 2013 : Les Sorcières de Zugarramurdi (Las brujas de Zugarramurdi) :  Monsieur de Badajoz
- 2014 : Agents super zéro (Mortadelo y Filemón contra Jimmy el Cachondo) : Trini
- 2015 : Techo y comida de Juan Miguel del Castillo : Nacho
- 2023 : Desmadre incluido (es) (2023) : Alonso de Guzmán et Zúñiga

### À la télévision
- 2005 : Aquí no hay quien viva : dealer
- 2006 : Aída (es) : le Vinilo
- 2007 : La que se avecina : Ginés, homme de main
- 2009 : Yo soy Bea : Drake
- 2011 : Los misterios de Laura : frère Remigio
- 2014 : Amar es para siempre  : Rafael, le patriarche
- 2016 : Víctor Ros (es) : le Zíngaro
- 2020-2021 : 30 Coins (30 Monedas) : Enrique
- 2021-2024 : Entrevías : Pepe

## Récompenses et distinctions
- Manuel Tallafé : Récompenses, sur l'Internet Movie Database